# 左港水库
左港水库是中国湖北省咸宁市通城县境内的一座水库，位于陆水支流铁柱港上游，建于1965年。水库正常库容为1328万立方米，集雨面积为22.5平方千米，海拔为146.4米。